# Fruits of Philosophy
The Fruits of Philosophy, or the Private Companion of Young Married People ist ein im Januar 1832 vom Arzt Charles Knowlton publiziertes Buch, das das damals verfügbare Wissen über Empfängnis und Empfängnisverhütung zusammenfasste. Es war das erste zugänglich geschriebene und zugleich über medizinische Sachverhalte informierende Buch zum Thema. Es beschrieb u. a. Methoden zur Behandlung von Unfruchtbarkeit und Impotenz und eine von Charles Knowlton entwickelte Methode zur Empfängnisverhütung: Das postcoitale Auswaschen der Vagina mit einer speziellen chemischen Lösung.
Die Verbreitung des Buches geschah zunächst nur leihweise an die Patienten seiner Praxis. Knowlton wurde daraufhin mit einem Bußgeld belegt.
Der Freidenker und Theologe Abner Kneeland brachte eine zweite Auflage in Umlauf, die weit größere Verbreitung fand. Knowlton wurde daraufhin zu drei Monaten Zwangsarbeit verurteilt und Kneeland zweimal erfolglos vor Gericht gebracht.
Die drei ersten Auflagen waren kleinformatig und für den privaten Gebrauch, nicht für die sichtbare Aufstellung in Bibliotheken bestimmt. Auch eine 1877 besorgte Neuauflage von Charles Bradlaugh und Annie Besant führte in England zu einem vielbeachteten Gerichtsprozess gegen beide.